# Paweł Pośpiech (lekkoatleta)
Paweł Pośpiech (ur. 6 września 2006) – polski lekkoatleta specjalizujący się w skoku o tyczce. Brązowy medalista Mistrzostw Europy Juniorów.
Rekord życiowy w skoku o tyczce: 5.30 m (9 sierpnia 2025, Tampere).

## Osiągnięcia
| Rok  | Impreza                                         | Miejsce       | Pozycja    | Wynik | Źródło |
| ---- | ----------------------------------------------- | ------------- | ---------- | ----- | ------ |
| 2020 | Mistrzostwa Polski U16                          | Słupsk        | 5. miejsce | 3.60  | [ 4 ]  |
| 2021 | Mistrzostwa Polski U16                          | Karpacz       | 2. miejsce | 4.05  | [ 5 ]  |
| 2022 | Mistrzostwa Polski U18                          | Bielsko-Biała | 2 miejsce  | 4.60  | [ 6 ]  |
| 2023 | Halowe Mistrzostwa Polski U18 i U20             | Rzeszów       | 2. miejsce | 4.55  | [ 7 ]  |
| 2023 | Mistrzostwa Polski U18                          | Chorzów       | 1. miejsce | 4.50  | [ 8 ]  |
| 2023 | Mecz U18 Polska-Czechy-Węgry-Słowacja-Słowenia  | Ptuj          | 3. miejsce | 4.50  | [ 9 ]  |
| 2024 | Halowe Mistrzostwa Polski U18 i U20             | Wrocław       | 1. miejsce | 4.70  | [ 10 ] |
| 2024 | Halowe Mistrzostwa Polski Seniorów              | Toruń         | 7. miejsce | 4.80  | [ 11 ] |
| 2024 | Mistrzostwa Polski Juniorów                     | Radom         | 1. miejsce | 5.05  | [ 12 ] |
| 2024 | Mistrzostwa Polski Seniorów                     | Bydgoszcz     | 4. miejsce | 4.85  | [ 13 ] |
| 2024 | Mecz U20 Polska-Węgry-Słowacja-Chorwacja-Czechy | Brno          | 2. miejsce | 5.10  | [ 14 ] |
| 2025 | Halowe Mistrzostwa Polski U18 i U20             | Wrocław       | 1. miejsce | 5.00  | [ 15 ] |
| 2025 | Halowe Mistrzostwa Polski Seniorów              | Toruń         | 5. miejsce | 4.95  | [ 16 ] |
| 2025 | Mistrzostwa Polski Juniorów                     | Włocławek     | 1. miejsce | 5.10  | [ 17 ] |
| 2025 | Mistrzostwa Europy Juniorów                     | Tampere       | 3. miejsce | 5.30  | [ 18 ] |